# 峨边杜鹃
峨边杜鹃（学名：Rhododendron ebianense）为杜鹃花科杜鹃花属下的一个种。

## 扩展阅读
- 維基物種上的相關：峨边杜鹃